# Xylopriona ornata
Xylopriona ornata är en tvåvingeart som beskrevs av Fedotova 2004. Xylopriona ornata ingår i släktet Xylopriona och familjen gallmyggor. Inga underarter finns listade i Catalogue of Life.